# Omphale aphelonota
Omphale aphelonota är en stekelart som beskrevs av Christer Hansson 2004. Omphale aphelonota ingår i släktet Omphale och familjen finglanssteklar.
Artens utbredningsområde är:
- Belize.
- Costa Rica.

Inga underarter finns listade i Catalogue of Life.